# Elizabeth Joan Smith
Pour les articles homonymes, voir Elizabeth Smith et Smith.
Elizabeth Joan Smith (24 octobre 1932-2 novembre 2017) est une femme politique provincial canadienne de l'Ontario. Elle représente la circonscription de London-Sud à titre de députée du Parti libéral de l'Ontario de 1985 à 1990. Elle est ministre dans le cabinet du gouvernement de David Peterson.

## Biographie
Née à Calgary en Alberta, Smith étudie à l'Université de St. Michael's College et à l'Université de Toronto d'où elle ressort avec un Baccalauréat universitaire ès lettres en philosophie. Elle devient par la suite membre fondatrice de la Mme Vanier Children's Services et du Diocesan Catholic Social Services de London. Entretemps, elle siège également au conseil des gouverneurs de l'Université Western Ontario. En 2001, elle reçoit un doctorat en droit de l'Université Western Ontario.
Son mari, Don Smith, est cofondateur d'EllisDon (en), une entreprise de services en construction incorporée à London en 1951. Ensemble, le couple a sept enfants. Elle meurt à Sainte-Lucie en février 2016, après avoir souffert d'une blessure à la tête à l'âge de 88 ans.

## Carrière politique
Smith entame sa carrière politique en devenant conseillère municipale de London en 1976.
Faisant son entrée à l'Assemblée législative de l'Ontario en 1985, elle remporte la circonscription de London-Sud contre le député progressiste-conservateur sortant Gordon Walker avec une majorité de plus de 6 600 voix. Réélue en 1987, elle est nommée Solliciteuse-générale le 29 septembre 1987.
Forcée de démissionner le 6 juin 1989, elle reçut un appel au milieu de la nuit d'un électeur inquiet pour la sécurité de son frère et indiquait avoir appelé la police. L'opposition indique alors que la position de Solliciteuse-générale de Smith a permis à l'affaire de recevoir un traitement préférentiel. L'éditorialiste du Toronto Star, Thomas Walkom (en), écrit alors un article nommé Even decent politicians may need to resign (Même les politiciens honnêtes peuvent devoir démissionner).
Plus tard, Smith sert comme whip du gouvernement. Elle perd face au néo-démocrate David Winninger en 1990 et perd à nouveau en 1995, terminant derrière Winninger et Bob Wood.